# Kaktovik
Kaktovik (/kækˈtoʊvɪk/; Inupiaq: Qaaktuġvik, IPA: [qaːktoʁvik]) és una ciutat del districte de North Slope, Alaska, Estats Units. La població era de 239 segons el cens de 2010.

## Història
Fins a finals del segle xix, l'illa Barter va ser un important centre comercial per als inupiat i va ser especialment important com a lloc d'intercanvi per als inuit d'Alaska i els inuits del Canadà.
Kaktovik era un lloc de pesca tradicional - Kaktovik significa "Lloc de cerques"- que té un gran estany d'aigua dolça bona a la terra alta. No va tenir colons permanents fins que la gent d'altres parts de l'illa de Barter i el nord d'Alaska es va traslladar a l'àrea al voltant de la construcció d'una pista d'aterratge i una estació de la Línia DEW a la dècada de 1950. La zona es va incorporar com a Ciutat de Kaktovik el 1971.
A causa de l'aïllament de Kaktovik, el poble ha mantingut les seves tradicions esquimals Inupiat. La subsistència depèn molt de la caça del caribú i la balena.
A principis del segle XXI, Kaktovik es va convertir en una destinació turística per veure els óssos polars. Això es deu en part als nadius inupiat, als quals se'ls permet matar tres balenes de Groenlàndia a l'any, i després de flensar els cossos de les balenes, deixen les carcasses a la platja a la vora de la ciutat.